# A Dél-afrikai Köztársaság nemzeti parkjainak listája

Térképen

A Dél-afrikai Köztársaság nemzeti parkjainak listája
| név | kép | hely | alapítva                               | terület                              |
| --- | --- | --- | -------------------------------------- | ------------------------------------ |
| Addo Elefánt Nemzeti Park                                                                                   |     | Kelet-Fokföld d. sz. 33,26°, k. h. 25,44°33.260000°S 25.440000°E                                                                                    | 1931                                   | 1642 km2                             |
| Agulhas Nemzeti Park                                                                                        |     | Nyugat-Fokföld d. sz. 34,50°, k. h. 20,00°34.500000°S 20.000000°E                                                                                   | 1998.09.14                             | 56,9 km2                             |
| Richtersveld határokon átnyúló park Richtersveld Nemzeti Park (Dél-Afrika) Ai-Ais Hot Springs (Namíbia)     |     | Észak-Fokföld d. sz. 28,053889°, k. h. 17,034722°28.053889°S 17.034722°E                                                                            | 2003 1991 1968                         | 5920 km2 1624 km2 4611 km2           |
| Augrabies-vízesés Nemzeti Park                                                                              |     | Észak-Fokföld d. sz. 28,591111°, k. h. 20,338333°28.591111°S 20.338333°E                                                                            | 1966                                   | 417 km2                              |
| Bontebok Nemzeti Park                                                                                       |     | Nyugat-Fokföld d. sz. 34,066667°, k. h. 20,450000°34.066667°S 20.450000°E                                                                           | 1931                                   | 27,9 km2                             |
| Camdeboo Nemzeti Park                                                                                       |     | Kelet-Fokföld d. sz. 32,25°, k. h. 24,50°32.250000°S 24.500000°E                                                                                    | 2005.10.30 1979 (Karoo Nature Reserve) | 194 km2                              |
| Garden Route Nemzeti Park                                                                                   |     | Nyugat-Fokföld d. sz. 34,00°, k. h. 23,25°34.000000°S 23.250000°E                                                                                   |                                        | 1570 km2                             |
| Golden Gate Highlands Nemzeti Park                                                                          |     | Szabadállam (tartomány) d. sz. 28,506111°, k. h. 28,616667°28.506111°S 28.616667°E                                                                  | 1963                                   | 116 km2                              |
| Hluhluwe–Imfolozi Park                                                                                      |     | KwaZulu-Natal d. sz. 28° 13′ 11″, k. h. 31° 57′ 07″28.219722°S 31.951944°EKoordináták: d. sz. 28° 13′ 11″, k. h. 31° 57′ 07″28.219722°S 31.951944°E | 1895                                   | 960 km2                              |
| Karoo Nemzeti Park                                                                                          |     | Nyugat-Fokföld d. sz. 32,350000°, k. h. 22,583333°32.350000°S 22.583333°E                                                                           | 1979                                   | 831 km2                              |
| Kgalagadi határokon átnyúló park Kalahari Gemsbok Nemzeti Park (Dél-Afrika) Gemsbok Nemzeti Park (Botswana) |     | Észak-Fokföld d. sz. 25,766667°, k. h. 20,383333°25.766667°S 20.383333°E                                                                            | 2000.05.12 1931.07.31                  | 33 551 km2 9591 km2 28 000 km2(est.) |
| Kruger Nemzeti Park                                                                                         |     | Limpopo és Mpumalanga d. sz. 24,011389°, k. h. 31,485278°24.011389°S 31.485278°E                                                                    | 1926.05.31                             | 19 623 km2                           |
| Mapungubwe Nemzeti Park                                                                                     |     | Limpopo d. sz. 25,766667°, k. h. 20,383333°25.766667°S 20.383333°E                                                                                  | 1995                                   | 53,6 km2                             |
| Marakele Nemzeti Park                                                                                       |     | Limpopo d. sz. 22,25°, k. h. 29,20°22.250000°S 29.200000°E                                                                                          | 1994                                   | 507 km2                              |
| Mokala Nemzeti Park                                                                                         |     | Észak-Fokföld d. sz. 29,166667°, k. h. 24,350000°29.166667°S 24.350000°E                                                                            | 2007.06.19                             | 196 km2                              |
| Hegyi Zebra Nemzeti Park                                                                                    |     | Kelet-Fokföld d. sz. 32,183333°, k. h. 25,616667°32.183333°S 25.616667°E                                                                            | 1937                                   | 284 km2                              |
| Namaqua Nemzeti Park                                                                                        |     | Észak-Fokföld d. sz. 30,043333°, k. h. 17,586111°30.043333°S 17.586111°E                                                                            | 1999                                   | 1350 km2                             |
| Tábla-hegy Nemzeti Park                                                                                     |     | Nyugat-Fokföld d. sz. 33,966667°, k. h. 18,425000°33.966667°S 18.425000°E                                                                           | 1998.05.19                             | 243 km2                              |
| Tankwa Karoo Nemzeti Park                                                                                   |     | Észak-Fokföld d. sz. 32,25°, k. h. 19,75°32.250000°S 19.750000°E                                                                                    | 1986.05.19                             | 1216 km2                             |
| Nyugati Part Nemzeti Park                                                                                   |     | Nyugat-Fokföld d. sz. 33,120833°, k. h. 18,066667°33.120833°S 18.066667°E                                                                           | 1985                                   | 363 km2                              |

## Fordítás
- Ez a szócikk részben vagy egészben  a   South African National Parks című angol Wikipédia-szócikk fordításán alapul.  Az eredeti cikk szerkesztőit annak laptörténete sorolja fel. Ez a jelzés csupán a megfogalmazás eredetét és a szerzői jogokat jelzi, nem szolgál a cikkben szereplő információk forrásmegjelöléseként.